# Juri Georgijewitsch Kondakow
Juri Georgijewitsch Kondakow (russisch Юрий Георгиевич Кондаков; * 24. November 1951 in Lesnoi, Oblast Swerdlowsk) ist ein ehemaliger Eisschnellläufer, der für die Sowjetunion antrat.
Kondakow gewann 1972 die Juniorenweltmeisterschaft im Mehrkampf. In den folgenden Jahren errang er einige nationale Meistertitel: 1973 über 1500 Meter, 1974 über 10.000 Meter, 1975 über 1500 Meter, 5000 Meter sowie im Mehrkampf. Bei seinem Lauf über 5000 Meter stellte Kondakow mit 7:08,92 Minuten einen neuen Weltrekord über diese Strecke auf. Ebenfalls 1975 gewann er Bronze bei der Mehrkampf-WM im Großen Vierkampf. 1976 konnte er sich für die Olympischen Winterspiele in Innsbruck qualifizieren. Über 1500 Meter gewann er dort die Silbermedaille. Zwei Jahre später erreichte Kondakow bei der Mehrkampfeuropameisterschaft konnte er das Rennen über 1500 Meter gewinnen und belegte im Mehrkampf den sechsten Platz. Seinen letzten nationalen Titel holte Kondakow 1980 über 1500 Meter, womit er sich für die Olympischen Winterspiele in Lake Placid qualifizierte. Dort erreichte er über 1500 Meter Rang fünf.

## Persönliche Bestzeiten
| Strecke  | Zeit         | Datum             | Ort      |
| -------- | ------------ | ----------------- | -------- |
| 500 m    | 39,09 s      | 29. Dezember 1980 | Alma-Ata |
| 1000 m   | 1:19,01 min  | 14. April 1974    | Alma-Ata |
| 1500 m   | 1:56,01 min  | 28. März 1980     | Alma-Ata |
| 3000 m   | 4:01,50 min  | 25. März 1980     | Alma-Ata |
| 5000 m   | 7:05,20 min  | 19. November 1976 | Alma-Ata |
| 10.000 m | 15:05,17 min | 16. März 1975     | Alma-Ata |